# Transceiver
Transceiver, nadajnik-odbiornik, nadajnikoodbiornik – telekomunikacyjne urządzenie elektroniczne będące jednocześnie nadajnikiem i odbiornikiem. Termin pochodzi z języka angielskiego, z połączenia słów (ang. transmitter nadajnik i receiver odbiornik).  Obydwa składniki mają wspólne obwody i umieszczone są w jednej obudowie. Z technicznego punktu widzenia transceiver ma zintegrowaną część obwodów nadajnika i odbiornika. Termin transceiver pojawił się w latach dwudziestych XX wieku.
Radiooperatorzy (krótkofalowcy) mogą samodzielnie projektować i budować własne urządzenia z obiema funkcjonalnościami (nadawania i odbierania). Przykładem transceivera jest radiostacja przenośna dla wojska, służb cywilnych lub służby radioamatorskiej. Radiostacja obywatelska (Radio CB) pracująca w zakresie 27 MHz również zaliczana jest do transceiverów.
W lokalnych sieciach komputerowych opartych na standardzie Ethernet także stosowane są różne urządzenia działające na zasadzie transceivera – głównie dotyczy to modułów światłowodowych, na przykład: XFP, SFP, XENPAK, GBIC.

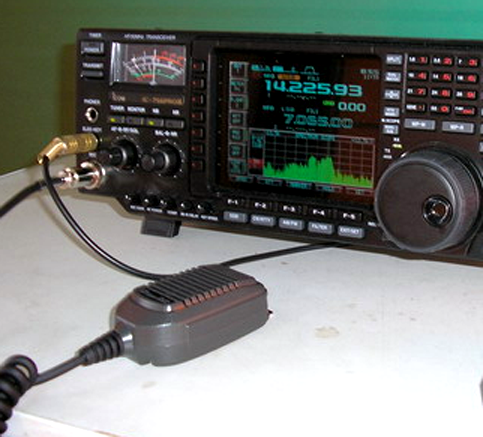
Transceiver ICOM na pasma KF
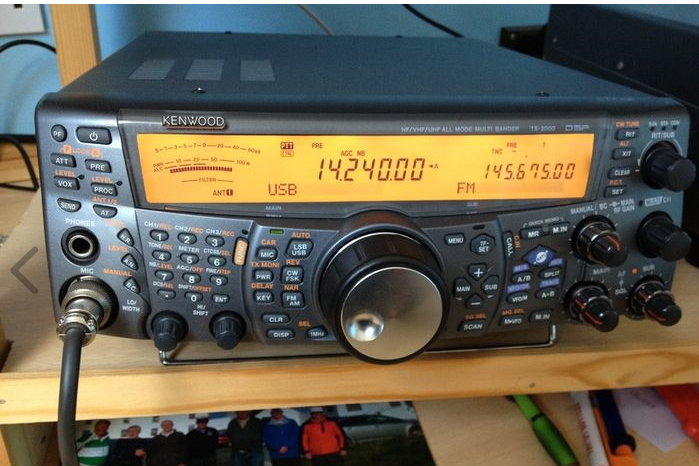
Transceiver Kenwood na pasma KF i UKF
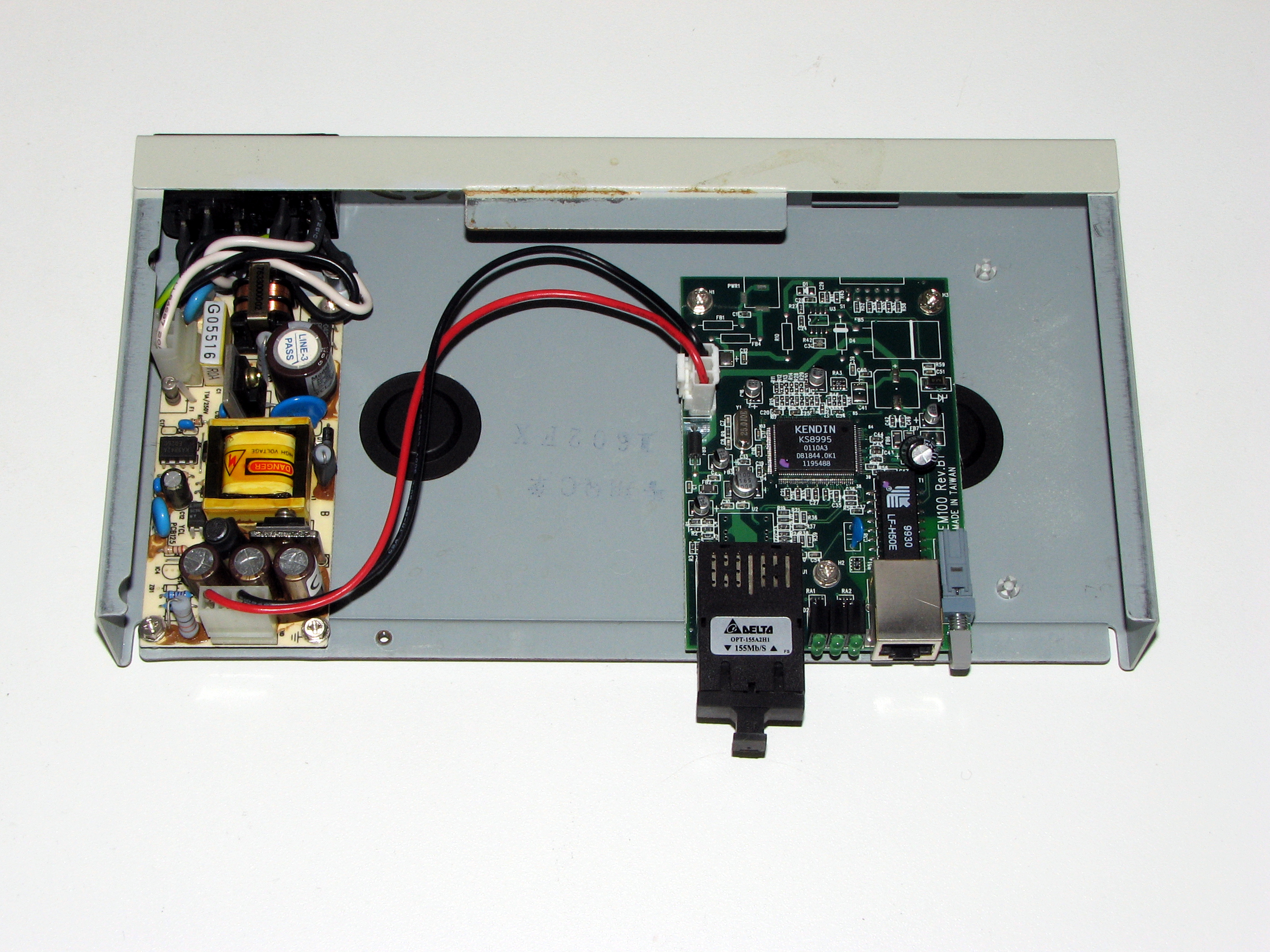
Transceiver 100Base-TX i 100Base-FX
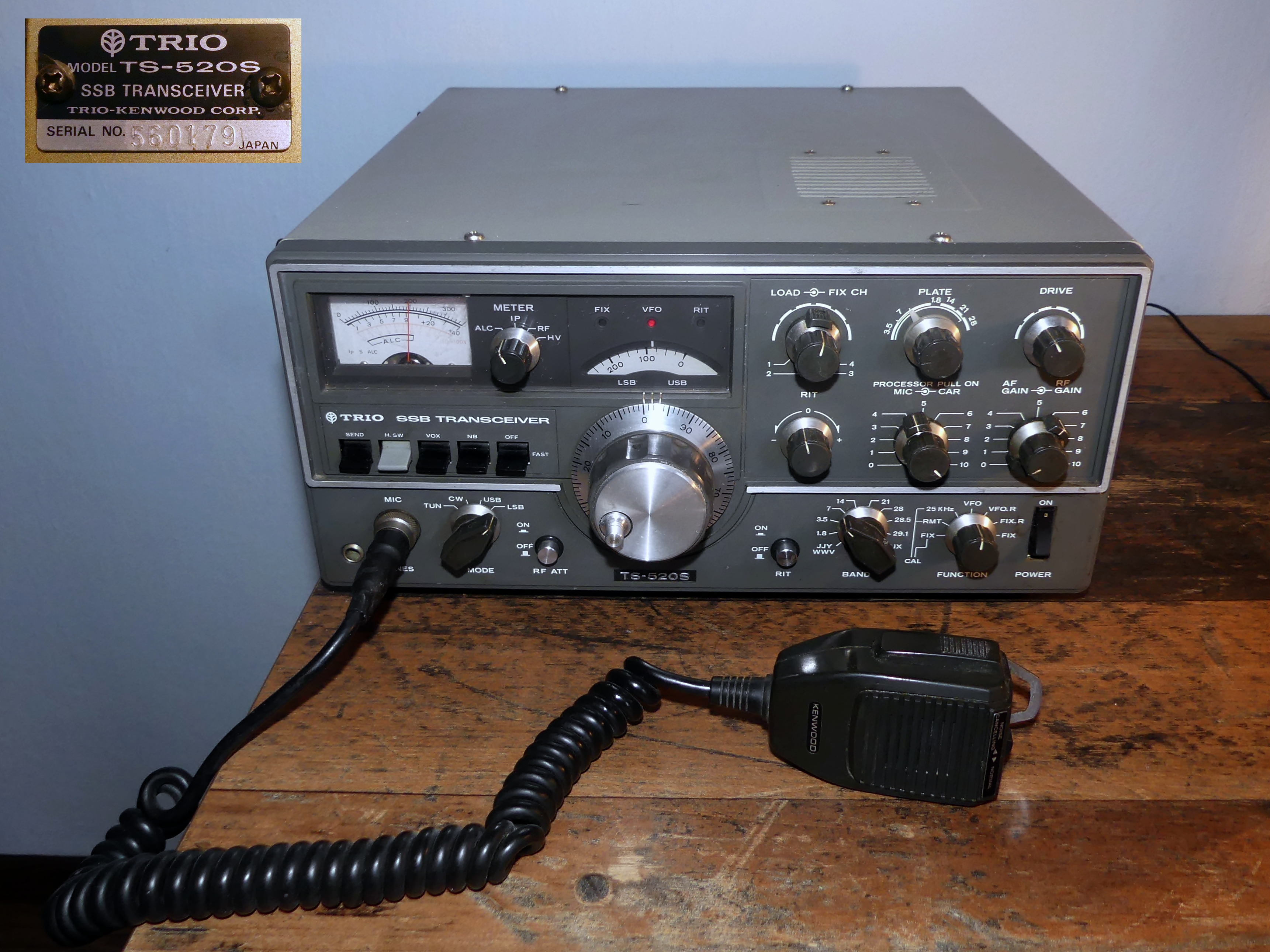
TRIO TS-520S, radiostacja amatorska produkowany latach 1970-80

Do urządzeń podobnych technicznie do transceiverów należą:
- transpondery,
- transwertery,
- repeatery.